# Feis
Faisal Mssyeh (Róterdam, Países Bajos, 25 de enero de 1982 - ib., 1 de enero de 2019), más conocido por su nombre artístico Feis, fue un rapero holandés, miembro del colectivo de raperos de Róterdam Ecktuh Ecktuh. Feis ganó algo de fama en 2007 cuando trabajó en la canción "Klein Klein Jongetje" de U-Niq. En los años transcurridos entre "Zegevieren" y el álbum debut, Feis apareció de las legendarias pistas, sesiones y diversas colaboraciones con Winne, Kempi, Murda Turk, Hef, Sjaak, Appa y MocroManiac llegó en el período previo al álbum. El Built For This EP' salió; una colección de pistas que no aparecieron en el álbum. El 1 de enero de 2019, Feis recibió un disparo mortal en Róterdam en el Nieuwe Binnenweg.

## Carrera
En 2014 Feis lanzó el ep Built for this, que vendió inicialmente en cuatro ubicaciones diferentes en los Países Bajos. Su álbum debut Hard from the outside, broken por dentro salió más tarde ese año. En 2015 estuvo en el festival de Eurosonic Noorderslag y ese mismo año fue visto con la cantante Maribelle en un episodio de Ali B a toda velocidad.

## Muerte
En la víspera de Año Nuevo de 2019 Feis falleció a la edad de 32 años después de que recibió un disparo en el Nieuwe Binnenweg en Róterdam.  Su hermano resultó gravemente herido.

## Discográfica

### álbumes
- Construido para esto (EP, 2014)
- Duro en el exterior, roto desde el interior (2014).
- Rutina diaria (EP, 2015)

### canciones
- 2006 - Niño pequeño, pequeño (Tema de: U-Niq )
- 2006 - Rotterdam Remix (Pista de: U-Niq · con: Winne · Crimitov · LXCPR · MC Alee · Eddy Ra · Millz)
- 2007 - No hay diferencia (Pista de: U-Niq · con: Yootah)
- 2010 - Heeyo (Tema de: DosProd )
- 2012 - Chismes (con: 18krt)
- 2012 - YUH (Seguimiento por: Murda Turk y FS Green )
- 2012 - Geldwolf (Seguimiento por: Frits Bricks · con: Heinek'n · Kempi )
- 2012 - On a Mission (Tema de: Hef · con: Badboy Taya)
- 2014 - Wolverine
- 2014 - Superman (con: Winne )
- 2015 - Enrutamiento diario
- 2015 - Dejar ir
- 2016 - Window Shopping (Seguimiento por: Stefan Vilijn y MC Dirty B · con: Raw Roets · LXCPR · Chano · XL · Darryl Antúnez)
- 2017 - Streetlife (Pista de: Jozo · con: Heinek'n · Kevin · Hef )
- 2018 - Flauta (Tema: Bombastic · con: Kippie)